# Àlex Villaécija
Àlex Villaécija García (Barcellona, 12 ottobre 1990) è un nuotatore spagnolo.

## Biografia
È fratello minore della nuotatrice Erika Villaécija, che rappresentò la Spagna a quattro edizioni consecutive dei Giochi olimpici estivi: Atene 2004, Pechino 2008, Londra 2012, Rio de Janeiro 2016.
La sua squadra di club è il Club Natació Sant Andreu. È stato allenato da José A. del Castell al Centre d'Alt Rendiment (CAR) di Sant Cugat, come la sorella Erika.
Il 6 aprile 2008 ai campionati spagnoli ha realizzato il record spagnolo nei 200 metri stile libero vasca lunga, con il tempo di 1'48"45.
Ai Giochi del Mediterraneo di Pescara 2009 ha ottenuto la medaglia d'oro nella staffetta 4x100 metri misti, stabilendo il primato dei Giochi, con i connazionali Aschwin Wildeboer Faber, Melquíades Álvarez Caraballo e Jose A. Alonso, grazie al tempo di 3'34"22. Ha fissato inoltre il record nazionale nella Staffetta 4×200 metri stile libero (7'21"73) con José Antonio Alonso, Rufino Regueira e Marco Rivera.
Ha partecipato ai mondiali di Roma 2009, concludendo con il 74º posto in classifica nei 100 metri stile libero, e con il 41º nei 100 metri farfalla.

## Record nazionali

### Seniores

#### Vasca lunga
- 200 metri stile libero vasca lunga: 1'48"45 ( Malaga, 6 aprile 2008)
- Staffetta 4×200 metri stile libero vasca lunga: 7'21"73  Pescara, 29 giugno 2009) José Antonio Alonso (1'51"66), Alex Villaécija (1'50"60), Rufino Regueira (1'50"12), Marco Rivera (1'49"35))

#### Vasca corta
- Staffetta 4x100 metri stile libero vasca corta: 3'13"52 ( Castellón de la Plana, 28 novembre 2009) (Juan Miguel Rando (48"87), Alex Villaécija (1'37"57), Brenton Cabello (2'25"27), Alan Cabello (3'13"52))
- Staffetta 4×200 metri stile libero vasca corta: 7'03"75 ( Castellón de la Plana, 26 luglio 2019) (Alan Cabello (1'46"54), Juan Miguel Rando (3'31"90), Brenton Cabello (5'18"01), Alex Villaécija (7'03"75))

## Palamrès
- Giochi del Mediterraneo

Pescara 2009: oro nella 4x100m misti.
- Europei giovanili

Belgrado 2008: bronzo nei 100m farfalla.